# أوكوتة حريرية مزرقة
الأوكوتة الحريرِية المزرقة (الاسم العلمي:Ocotea glaucosericea) هي نوع من النباتات تتبع جنس الأوكوتة من الفصيلة الغارية.